# Dibattimento
Il dibattimento è la fase del processo penale che, nel giudizio di primo grado, preceduto o meno dall'udienza preliminare, si apre subito dopo l'eventuale discussione di questioni preliminari, da affrontare in limine litis al giudizio stesso.
Tale fase non si celebra in quei procedimenti speciali definiti a prova contratta (giudizio abbreviato, patteggiamento, procedimento per decreto), nei quali, cioè, il giudice decide sulla base dei soli atti contenuti nel fascicolo del pubblico ministero (ferma restando, nel giudizio abbreviato, la possibilità per l'imputato di chiedere e ottenere un'integrazione probatoria) e nei quali, dunque, viene permesso il segmento processuale tipicamente riservato alla formazione della prova nel contraddittorio delle parti.
È altresì previsto il dibattimento in sede di appello.

## Atti preliminari
A seguito dell'introduzione del codice Vassalli la fase dibattimentale viene preceduta dall'udienza preliminare. Tale udienza ha uno scopo di filtro, evita dibattimenti inutili, con essa il GUP decide sulla fondatezza o meno dell'azione penale promossa dal PM. Al soggetto indiziato di reato vengono, di conseguenza, estese le garanzie dell'imputato; il GUP a chiusura dell'udienza che ovviamente può essere unica o plurima, emette sentenza di non luogo a procedere o il decreto di rinvio a giudizio.
Il secondo determina il passaggio alla fase dibattimentale. In linea di principio nel corso dell'udienza preliminare non dovrebbe aver luogo la formazione della prova, essendo la stessa affidata alla fase dibattimentale, ma il codice permette che il gup, ai soli fini di emettere sentenza di non luogo a procedere, possa ammettere un'integrazione probatoria, d'ufficio o previa exceptio. A seguito della emissione del decreto che dispone il giudizio, momento molto importante è quello che vede il judex formare, nel contraddittorio delle parti, il fascicolo del dibattimento, costituendo lo stesso il primo incontro di volontà fra le parti del processo in vista della formazione della prova da utilizzare in sede dibattimentale.
In questa fase il presidente del Tribunale o di Corte d'assise, ricevuto il decreto che dispone il giudizio del GUP, può stabilire un'anticipazione dell'udienza o un posticipo con decreto per giustificati motivi, avvertendo della decisione il PM e le parti private, nel caso di anticipazione almeno 7 giorni prima (in base all'art. 465 c.p.p.).
Tra la data che dispone il decreto e la fissazione dell'udienza non deve decorrere un termine inferiore a 20 giorni, mentre non può essere superiore a 60 giorni per reati concernenti l'omicidio colposo commesso in violazione delle norme sulla disciplina del codice della strada e per infortuni sul lavoro, come introdotto dalla legge 21 febbraio 2006 n.102.
Il decreto deve essere ovviamente notificato all'imputato contumace e all'imputato e alla persona offesa comunque non presenti alla lettura del provvedimento (429 c.p.c. comma 4), sempre almeno 20 giorni prima. In questo periodo le varie parti e i loro difensori hanno diritto e facoltà di prendere visione, ex art. 466 c.p.p. dei beni sequestrati e degli atti e dei documenti raccolti nel fascicolo per il dibattimento, conservato presso la cancelleria del giudice che procede, anche per estrarne copia.

## Lo svolgimento
La fase dibattimentale è ispirata a dei princìpi basilari di fondo:
- Principio della pubblicità, secondo il quale il processo è pubblico, ma può essere tenuto a porte chiuse nei casi previsti dalla legge qualora l'imputato ne faccia richiesta o obbligatoriamente in caso di processo a minori, mentre può essere tenuto in aule bunker per ragioni di sicurezza. La deroga è altresì implicita nei casi in cui si proceda a giudizio abbreviato - salvo che tutti gli imputati facciano richiesta che si svolga con udienza pubblica - nonché in caso di patteggiamento.
- Principio della continuità[3], ex art.477 2° comma, per il quale il dibattimento va sospeso solo per assoluta necessità e per non più di 10 giorni festivi esclusi. Inoltre tale principio vuole anche che l'attività giurisdizionale si svolga solo presso il tribunale competente. Una deroga può sussistere nei casi esame a domicilio o di rogatoria all'estero.
- Principio della immediatezza[4] (ex art.5252): il giudice o i giudici giudicanti devono essere gli stessi che hanno partecipato al dibattimento, pena la nullità; il giudice chiamato a decidere è lo stesso quindi che ha assunto e valutato le prove[5]

Non solo: è necessario anche che sia assicurata la presenza della fonte di prova con il giudice che dovrà valutarla. Nel caso in cui sono disposte le letture (artt 511 ss cpp) è evidente che tale obbligo non sarà rispettato.
- Principio dispositivo (ex art.190): il giudice deve giudicare secondo le prove allegate dalle parti (iudex secundum alligata a partibus iudicare debet), pertanto non può assumere prove d'ufficio o di esercitare i propri poteri di cognizione su fatti non portati in dibattimento dalle parti, salvo ovviamente per deroghe stabilite dalla legge, che sono però di carattere eccezionale.
- Principio del contraddittorio
- Principio dell'oralità
- Principio della correlazione tra accusa e sentenza
- Principio di non regressione

### Disposizioni generali
La sezione del codice di procedura penale che va dall'art. 470 al 483 si preoccupa di indicare delle disposizioni generali. Oltre a ribadire alcuni principi di fondo sopra esposti che guideranno il dibattimento (artt. 471-473 sulla pubblicità o meno dell'udienza), si indicano nell'ordine l'assistenza dell'imputato all'udienza (art. 474), l'allontanamento coattivo dell'imputato (art. 475), la punizione dei reati commessi durante l'udienza (art. 476), la durata e prosecuzione dell'udienza, qualora risulti complicato poterla completare in un solo giorno (art. 477), le questioni incidentali (art. 478), quelle civili e amministrative (art. 479), il verbale di udienza, nel quale si indicano delle indicazioni generali quale il nome e il cognome dei giudici, del pubblico ministero, le generalità dell'imputato e di eventuali altre parti, oltre a riportare le osservazioni fatte dal pubblico ministero e dai difensori più la necessaria sottoscrizione del pubblico ufficiale che l'ha sottoscritto (artt. 480-481, 483) e il diritto delle parti in ordine alla documentazione (art. 482).

### Atti introduttivi
Ex art. 484 c.p.p., prima di dare inizio al dibattimento, il presidente controlla la regolare costituzione delle parti. Qualora all'udienza non sia presente il difensore dell'imputato, il presidente designa come sostituito un altro difensore a norma dell'art. 97 co. 4 c.p.p. Inoltre, il co. 2 bis dell'art. 484 c.p.p. prescrive anche per questa fase l'applicazione, per quanto compatibili, delle disposizioni degli art. 420 bis, 420 ter, 420 quater e 420 quinquies c.p.p. relative alla presenza dell'imputato durante l'udienza preliminare. Da tale premessa, si desume che la dichiarazione di apertura del dibattimento ex art. 492 c.p.p. "presuppone un positivo esito della verifica sulla regolare costituzione delle parti processuali", oltre che ovviamente di tutte quelle condizioni che possano impedire il cristallizzarsi di un'ipotesi di nullità.
In seguito, si procede ad esaminare le questioni di carattere preliminare che, a pena di decadenza, devono essere proposte subito dopo il controllo della regolare costituzione delle parti e, in relazione alle quali, il giudice provvede con ordinanza (art. 491 c.p.p.). Il presidente deve accertarsi, in caso di imputato assente, che questi sia stato regolarmente informato poiché, qualora ciò non accada, la sua mancata presenza non sarà considerabile come volontaria. Allo stesso modo della nullità del provvedimento di rinvio a giudizio, il quale contiene le informazioni essenziali volte a indicare quando e dove si svolga l'udienza, l'assenza incolpevole impone il rinvio della celebrazione del dibattimento a un'udienza nuova.
Sempre in questa fase, occorre inoltre trattare delle questioni concernenti la competenza per territorio o per connessione, della nullità degli atti processuali, della costituzione della parte civile (che può avvenire non oltre questo momento), della citazione o dell'intervento del responsabile civile e della persona civilmente obbligata e l'intervento degli enti o delle associazioni rappresentativi di interessi lesi dal reato. Tali questioni vengono discusse prima dall'organo di accusa, nei limiti di tempo necessari affinché vengano esposte, e da un difensore per ogni parte in seguito. La legge non ammette repliche.

### L'istruzione dibattimentale
L'art 468 c.p.p. delinea la funzione preparatoria delle prove da assumere poi in dibattimento.
Le parti che intendono chiedere esame di testimoni, periti, consulenti tecnici o persone indicate dall'art. 210 c.p.p. devono depositare le liste in cancelleria almeno 7 giorni prima dalla data fissata per il dibattimento. Unica deroga a tale termine può avvenire solo se la parte dimostra - entro i termini della presentazione al giudice delle richieste di prova - di non averle potute indicare tempestivamente.
Il deposito della lista testimoniale è un onere delle parti. Attraverso questo istituto le parti indicano i fatti che intendono provare e chiedono al giudice l'autorizzazione alla citazione delle persone indagate o imputate in un procedimento connesso o collegato nonché dei periti - mentre per i consulenti tecnici e i testimoni possono essere presentati direttamente al dibattimento. L'accusa per esempio potrà voler dimostrare la presenza dell'imputato nel luogo in cui è stato commesso il delitto; la difesa potrà dimostrare invece una causa di estinzione del reato o la presenza di una causa di giustificazione. È attraverso il deposito della lista testi che si esercita il diritto alla prova diretta cioè appunto l'indicazione di ciò che s'intende provare nel corso del processo. Il deposito inoltre assolve alla funzione di discovery: la parte viene a conoscenza degli elementi in possesso della controparte e delle circostanze sulle quali verterà l'esame. In questo modo potrà prepararsi per smontare la tesi avversaria.
Se la parte intende chiedere l'ammissione di verbali di prove di altri procedimenti penali o civili deve farne richiesta iscritta negli stessi termini previsti per la lista teste. Il diritto alla prova contraria infatti non è sottoposto ad oneri. Dal combinato degli articoli 468 e 495 cpp l'imputato ha diritto all'ammissione di prove indicate a suo discarico su fatti costituenti oggetto di prova a suo carico e lo stesso vale per la pubblica accusa (in attuazione del principio di parità).
Il giudice secondo l'art 495 cpp ammetterà i mezzi di prova a richiesta di parte valutando solo che questi non siano illegali o evidentemente superflui o sovrabbondanti. Va ricordato che sono oggetto di prova secondo l'art 187 cpp solo i fatti relativi all'imputazione, alla punibilità, all'applicazione di norme processuali e per la determinazione della pena. Inoltre sono oggetto di prova i fatti riguardanti la responsabilità civile dell'imputato solo se si è costituita la parte civile. Per cui una richiesta di prova chiesta al di fuori di tali condizioni deve essere respinta dal giudice.
Va aggiunto anche che se si tratta di un reato di criminalità organizzata e la parte chiede l'esame di una persona indagata o imputata in un procedimento connesso o collegato o di un testimone - che abbia già deposto in sede di incidente probatorio, in una fase dibattimentale o che siano già stati acquisiti i verbali di tali deposizioni e a tali atti abbia partecipato il difensore della persona verso cui tali dichiarazioni si intendono utilizzare - è ammessa dal giudice solo se sussistono esigenze specifiche o se deve essere esaminata su fatti diversi. Lo stesso è a dirsi se si tratta di esaminare un testimone minore di anni 16 per un reato a sfondo sessuale.
La parte può anche chiedere l'ammissione di una prova atipica: una prova cioè non prevista dal legislatore. Questa può essere ammessa solo se non pregiudica la libertà morale dell'esaminando e se sia idonea ai fini del processo. Dopo l'assunzione in giudizio delle prove, si passa alla fase istruttoria del dibattimento vero e proprio. Assunte le prove nell'ordine del PM, della parte civile, del responsabile civile, della persona civilmente obbligata per la pena pecuniaria ed infine l'imputato (anche se questo ordine può essere cambiato ex art. 496 c.p.c.), il giudice decide sulle eccezioni presentate dalle parti in merito alle prove. Dopodiché dà lettura agli atti e indica quelli idonei a decidere, mentre in ogni caso deve dare lettura parziale o totale ai fascicoli dei verbali se una parte ne fa richiesta. L'assunzione di una delle prove principali, quella orale, è affidata all'attività delle parti. L'esame testimoniale viene effettuato, (ex art. 499 c.p.p.) mediante domande dirette e non fuorvianti: spetta al presidente vegliare sul corretto svolgimento della testimonianza. Dopo l'esame della parte, c'è il controesame delle altre parti, ed infine un eventuale esame della stessa parte. Il consulente ed il perito vengono sottoposti ad esame testimoniale alla stessa maniera, mentre per casi previsti dalla legge possono essere raccolte testimonianze a distanza tramite apparecchi audiovisivi. Qualora lo desiderino o accettino, anche le parti private e civili possono testimoniare.
Dopo l'assunzione delle prove, si ha lo svolgimento della discussione. Nel medesimo ordine delle testimonianze, ex art. 523 c.p.p., i difensori formulano le loro conclusioni. Il difensore della parte civile lo deve fare necessariamente per iscritto, indicando l'ammontare dei danni subiti dal suo assistito. Dopo la decisione sulle prove inizia l'istruzione probatoria, cioè il momento in cui è disposta l'assunzione delle prove indicate. Ognuna delle parti può, con l'accordo della controparte, decidere di rinunciare all'assunzione di alcune prove ammesse a sua richiesta. Con la fase dibattimentale il rito procede senza possibilità di tornare a fasi antecedenti per il principio di non regressione.
I testimoni sono avvertiti - tranne se sono minori di 14 anni - dell'obbligo di dire la verità e di rispondere ad ogni domanda, della facoltà di astensione per i prossimi congiunti dell'imputato e devono prestare la seguente dichiarazione prima di deporre «consapevole della responsabilità morale e giuridica che assumo con la mia deposizione, mi impegno a dire tutta la verità e a non nascondere nulla di quanto è a mia conoscenza».
L'esame è modellato sul modello anglosassone della cross examination: il soggetto è esaminato prima dalla parte che ne chiede l'ammissione (esame diretto), poi dalla controparte (controesame) e poi di nuovo dalla prima se questa lo richiede (riesame). Le domande quindi vengono poste direttamente dall'accusa e dalla difesa. Si deroga a tale procedura solo se l'esaminando è un minorenne o un maggiorenne infermo di mente, in tal caso è il giudice che pone le domande su richiesta delle parti a meno che queste consentono alla forme ordinarie e ciò non pregiudichi la serenità del soggetto. Nel tribunale monocratico si procede con la disciplina della cross examination solo se le parti non formulano richiesta che sia il giudice a porre le domande al teste.
Il legislatore prevede nell'art. 499. c.p.p. che non possano essere fatte domande suggestive almeno per l'esame diretto. Sono così chiamate quelle domande che possano suggerire la risposta. Ad esempio porgere una domanda del tipo <da quale lato dell'auto è sceso?> presuppone che il soggetto sia sceso dall'auto e quindi suggerisce una risposta. È evidente che tali domande non sono vietate nel controesame proprio perché qui si valuta l'attendibilità del teste. Solo nel caso in cui il teste diventi ostile (cioè affermi dei fatti contrari alle ragioni della parte che ne ha chiesto l'esame) si può ammettere la possibilità di domande suggestive (nonché delle contestazioni) anche nell'esame diretto. In ogni caso sono vietate le domande che possono nuocere alla sincerità delle risposte (domande nocive).
Per la richiesta di prove documentali occorre distinguere:
- 1) Acquisizioni di scritti o di altri documenti che rappresentano fatti, persone o cose mediante la fotografia, la cinematografia, la fonografia o qualsiasi altro mezzo. La loro assunzione è estremamente semplice: la parte li deposita presso il giudice e prima ancora che questi decida sulla loro acquisizione la controparte ne può prendere visione (art 495 cpp). Una volta ammessi sono per l'effetto allegati al fascicolo del dibattimento e valutabili ai fini della prova ex art 515 cpp.
- 2) Verbali di mezzi di prova ripetibili di altri procedimenti penali. La parte deve presentare richiesta per iscritto unitamente al deposito della lista testi. È richiesto come condizione per la loro acquisizione che tali prove siano state escusse nell'incidente probatorio o nel dibattimento alla presenza del difensore dell'imputato verso cui tali verbali si intendono utilizzare. In tali casi non è necessario il consenso dell'imputato dato che il principio del contraddittorio è comunque stato assicurato. Inoltre non è necessario che quel processo penale dal quale si assumono i verbali sia passato in cosa giudicata.
- 3) Verbali di mezzi di prova ripetibili di altri procedimenti civili. È possibile la loro acquisizione solo se la sentenza civile sia passata in cosa giudicata e se fa stato contro l'imputato (per cui non serve il suo consenso in questo caso).
- 4) Verbali di mezzi di prova o comunque di documenti irripetibili di altri procedimenti. Per tali atti ne è sempre ammessa la loro acquisizione senza condizioni
- 5) Verbali di altre dichiarazioni ripetibili non costituenti mezzi di prova (ad esempio una dichiarazione resa dall'imputato al Pm nel corso delle indagini preliminari in altro procedimento): Ne è ammessa l'acquisizione, e quindi può valere contro l'imputato, solo se c'è il suo consenso altrimenti può essere utilizzata per le contestazioni secondo gli artt 500 e 503 cpp

Per i punti 2), 3) e 5) la parte può comunque chiedere l'escussione ex novo del dichiarante, il giudice tuttavia decide prima sulla richiesta di ammissione dei verbali e solo dopo deciderà sull'eventuale richiesta di riesame. Il riesame tuttavia non potrà avvenire nei casi di cui all'art 190bis.
È previsto un complesso regime di letture di atti (rectius: di verbali) che non si sono formati nel dibattimento ma in fasi antecedenti al processo e che in deroga al principio di immediatezza acquistano rilevanza probatoria.
A tal fine occorre distinguere:
- 1) Sono consentite le letture anche ex officio degli atti contenuti nel fascicolo del dibattimento. In questo fascicolo - formato ex art 431 cpp immediatamente dopo l'emissione del decreto che dispone il giudizio innanzi al Gup alla presenza delle parti - sono contenuti in sostanza gli atti irripetibili (in via originaria), i mezzi di prova assunti in incidente probatorio, gli atti relativi alle condizioni di procedibilità dell'azione penale e ogni altro atto cui le parti abbiano dato consenso all'acquisizione.

L'art 511 cpp dispone che la lettura - se richiesta - deve avvenire solo dopo l'eventuale assunzione della prova se questa può avvenire; la ratio di questa disposizione è chiara: nel caso in cui ad esempio si sia proceduto all'assunzione di una testimonianza in incidente probatorio perché la si riteneva irripetibile e poi successivamente invece ci si rende conto che l'atto non era irripetibile, la parte che ha interesse può comunque richiedere l'assunzione della testimonianza (purché nei limiti dell'art 190bis).
Il giudice può derogare all'obbligo di lettura (violando il principio di oralità) indicando con una dichiarazione di utilizzabilità gli atti - contenuti sempre nel fascicolo del dibattimento - che intende utilizzare ai fini della prova. Tuttavia è previsto che se si tratta di verbali di dichiarazioni se una delle parti lo richiede deve esserne data lettura, se invece riguardano verbali di altri atti la lettura è ammessa solo se ci sia un grave disaccordo sul contenuto della stessa.
- 2) Lettura dei verbali di atti di altri procedimenti. Il giudice anche ex officio può dare lettura dei verbali di altri procedimenti che sono stati acquisiti ai sensi degli artt 238 e 495 cpp. Come si vede dunque non è sufficiente che questi documenti siano ammessi dal giudice per poter essere valutati ai fini probatori: è necessario che sia anche disposta la loro lettura.
- 3) Lettura di verbali di atti compiuti nella fase antecedente il dibattimento che per cause sopravvenute non prevedibili al momento del loro compimento ne hanno reso impossibile la loro ripetizione. È evidente che ciò che s'intende evitare è la dispersione di questi atti per irripetibilità sopravvenuta. La disposizione vale anche per le dichiarazioni rilasciate dalla persona residente all'estero di cui non sia possibile procedere alla deposizione.
- 4) È possibile anche la lettura delle dichiarazioni rilasciate dall'imputato (presumibilmente autoaccusatorie) nel corso delle indagini preliminari o davanti al Gup quando l'imputato è contumace, assente o si rifiuta di sottoporsi all'esame. Le dichiarazioni tuttavia non possono essere utilizzate contro altri soggetti senza il loro consenso a meno che questi non abbiano promesso denaro o altra utilità o minacciato l'imputato. Per le dichiarazioni eteroaccusatorie rilasciate da coloro che sono indagati o coimputati nel reato concorrente per i quali si stia procedendo congiuntamente o separatamente all'imputato, vale la disciplina generale: le loro dichiarazioni possono essere lette solo se c'è stata una irripetibilità sopravvenuta.
- 5) In via residuale può essere data lettura di tutte le dichiarazioni rilasciate dall'imputato, dai testimoni o dalle persone indagate o imputate in un procedimento connesso o collegato solo se queste sono state escusse nelle forme dell'esame testimoniale e quindi con la partecipazione del difensore dell'imputato (s'intende tutelare il principio del contraddittorio). In realtà la disposizione dell'art 514 cpp non è molto chiara: nelle fasi anteriori al dibattimento l'unico caso disciplinato dal codice di rito in cui le dichiarazioni vengono assunte nelle forme di cui agli artt 498 e 499 cpp è solo nell'udienza preliminare per il solo imputato. Infatti secondo l'art 422 cpp qualora il gup - o il giudice monocratico qualora si proceda per rito abbreviato - proceda all'integrazione probatoria potrà esaminare periti, consulenti tecnici, testimoni e persone di cui all'art 210 cpp ponendo lui stesso le domande e non quindi attraverso la cross examination. Tuttavia è pacifico che spesso, in contrasto con tale disposizione, il giudice permetta di procedere secondo il rito previsto per il dibattimento. Il disposto dell'art 514 cpp quindi è da ritenersi da applicare in toto anche per tale fase.

L'effetto derivante dalle letture è quello di poter essere utilizzate ai fini della prova (art 515 cpp)

### Nuove contestazioni
L'istituto delle contestazioni permette di valutare - fermi i divieti di lettura - le dichiarazioni rilasciate da un testimone o dalla parte privata nel corso delle attività precedenti il dibattimento al fine di valutarne la sua attendibilità. La contestazione quindi è in pratica una lettura parziale di un passaggio contenuto in un verbale di una dichiarazione che sia difforme - in tutto o in parte - con la deposizione del soggetto. La lettura può essere effettuata solo dopo che sia avvenuto l'esame e solo nei limiti della parte difforme. È evidente che attraverso tale procedimento si portano all'attenzione del giudice elementi assunti in precedenza per valutare se il deponente è attendibile o meno.
Tuttavia sarà possibile acquisire l'intero verbale della dichiarazione e quindi derogare il divieto di lettura dell'art 514 cpp quando vi sia sospetto che il testimone sia stato minacciato per deporre il falso o gli sia stato offerto denaro o altra utilità. Ugualmente avverrà nel caso in cui ci si avvalga - per contestare la deposizione dell'imputato - di dichiarazioni contenute in verbali di atti ai quali il suo difensore aveva diritto ad assistere.

## Sospensione del dibattimento

### Provvedimenti conseguenti all'ammissione della perizia nel dibattimento (art. 508, comma 1, c.p.p.)
Se il giudice, di ufficio o su richiesta di parte, dispone una perizia, il perito è immediatamente citato a comparire e deve esporre il suo parere nello stesso dibattimento. Quando non è possibile provvedere in tale modo, il giudice pronuncia ordinanza con la quale, se è necessario, sospende il dibattimento e fissa la data della nuova udienza nel termine massimo di sessanta giorni.

### Sospensione del dibattimento per esigenze istruttorie (art. 509 c.p.p.)
Quando è chiamato a decidere sulle eccezioni proposte dalle parti in ordine alla ammissibilità delle prove (ex art. 495, comma 4, c.p.p.), o esercita i poteri previsti in ordine all'esame dei testimoni e delle parti private (ex art. 506), o, terminata l'acquisizione delle prove, dispone l'assunzione di nuovi mezzi di prova (ex art. 507 c.p.p.), il giudice, qualora non sia possibile provvedere nella medesima udienza, sospende il dibattimento per il tempo strettamente necessario, fissando la data della nuova udienza.

### Diritti delle parti (art. 519 c.p.p.)
Nei casi di modifica dell'imputazione (ex art. 516 c.p.p.), di reato concorrente o di circostanze aggravanti risultanti dal dibattimento (ex art. 517 c.p.p.), o di fatto nuovo risultante dal dibattimento contestato nella medesima udienza in cui tale fatto è emerso (ex art. 518, comma 2, c.p.p.), salvo che la contestazione abbia per oggetto la recidiva, il presidente informa l'imputato che può chiedere un termine per la difesa. Se l'imputato ne fa richiesta, il presidente sospende il dibattimento per un tempo non inferiore al termine per comparire non inferiore a venti giorni (ex art. 429 c.p.p.), ma comunque non superiore a quaranta giorni.

### Accoglimento della domanda di oblazione precedentemente respinta (art. 604 c.p.p., comma 7)
Quando il giudice di primo grado ha respinto la domanda di oblazione, il giudice di appello, se riconosce erronea tale decisione, accoglie la domanda e sospende il dibattimento fissando un termine massimo non superiore a dieci giorni per il pagamento delle somme dovute.

## Il dibattimento nel processo penale minorile
La fase dibattimentale che si svolge per gli imputati minori di 18 anni è analoga a quella dei maggiori, fatta eccezione per il Tribunale innanzi al quale si svolge.
Il rito minorile, infatti, risulta essere con riferimento alla fase dibattimentale identico al processo penale che si celebra per i maggiori di 18 anni; ciò rappresenta una peculiarità, perché per il resto il giudizio minorile molto si distacca da quello dei maggiori di 18 anni non solo perché disciplinato da una legge apposita ma anche e soprattutto perché le comuni fasi processuali assumono una piega ed una portata radicalmente diversa al punto che la diversità strutturale si piega alla funzione marcatamente rieducativa della giurisdizione minorile.
Nel concreto pochi procedimenti minorili giungono al vaglio dibattimentale, essendo di gran lunga più vantaggioso adire riti alternativi. Laddove però ivi si pervenga, la struttura e lo svolgimento dibattimentale non presentano diversità sostanziali rispetto a ciò che accade nel rito dei maggiori di 18 anni.